# 松村恵司
松村 恵司（まつむら けいじ、1950年〈昭和25年〉7月2日 - ）は、日本の考古学者。元国立文化財機構理事長。

## 来歴
1950年7月2日、山梨県甲府市で生まれる。明治大学文学部史学地理学科考古学専攻を経て、1977年、明治大学大学院文学研究科修士課程を修了し、同年、奈良国立文化財研究所へ入所。古代律令国家形成期の考古学的研究を専門とし、2000年には飛鳥池工房遺跡において日本最古の鋳造貨幣である富本銭を発見。この発見に関して松村は「飛鳥時代、当時の天武天皇が流通貨幣として発行したことを裏付ける発掘成果だった」と述懐している。また、2006年から2007年にかけては「高松塚古墳壁画」保存への石室解体事業の発掘調査を担った。
奈良文化財研究所都城発掘調査部長、文化庁文化財鑑査官などを歴任し、2011年3月に文化庁を定年退職。その後、奈良文化財研究所客員研究員、帝塚山大学大学院非常勤講師を務め、同年10月、国立文化財機構理事兼奈良文化財研究所長に就任。
2017年4月1日、国立文化財機構理事長に就任。2021年3月31日、奈良文化財研究所長を退任。また、島谷弘幸新理事長の就任に伴い、国立文化財機構理事長を退任。

## 年譜
- 1969年（昭和44年）- 明治大学文学部史学地理学科考古学専攻入学[1]
- 1977年（昭和52年）- 
  - 明治大学大学院文学研究科修士課程修了[1]
  - 奈良国立文化財研究所入所[1]
- 1987年（昭和62年）- 文化庁記念物課文化財調査官[1]
- 1995年（平成7年）4月 - 奈良国立文化財研究所飛鳥藤原宮跡発掘調査部考古第二調査室長[1]
- 2001年（平成13年）4月 - 独立行政法人文化財研究所奈良文化財研究所飛鳥藤原宮跡発掘調査部考古第二調査室長[1]
- 2007年（平成19年）
  - 4月 - 独立行政法人国立文化財機構奈良文化財研究所都城発掘調査部考古第一研究室長[1]
  - 京都大学大学院人間環境学科客員教授[1]
- 2008年（平成20年）4月 - 独立行政法人国立文化財機構奈良文化財研究所都城発掘調査部長[1]
- 2009年（平成21年）- 文化庁文化財鑑査官[1]
- 2011年（平成23年）
  - 3月 - 文化庁定年退職[1]
  - 4月 - 奈良文化財研究所客員研究員[1]
  - 4月 - 帝塚山大学大学院非常勤講師[1]
  - 10月 - 国立文化財機構理事兼奈良文化財研究所長[1]
- 2017年（平成29年）4月 - 国立文化財機構理事長[6]